# Dorylaea heinzei
Dorylaea heinzei är en kackerlacksart som beskrevs av Hanitsch 1930. Dorylaea heinzei ingår i släktet Dorylaea och familjen storkackerlackor. Inga underarter finns listade i Catalogue of Life.